# نبتون

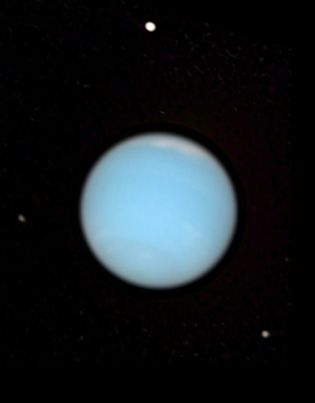
صورة لكوكب نبتون من تلسكوب هابل بألوانه الطبيعية وثلاثة من أقماره.

نبتون (رمزه: ) هو أحد كواكب النظام الشمسي، ويُعرف بالكوكب الأزرق. اسمه مستوحى من إله الماء والبحر في الأساطير الرومانية. يُعد رابع أكبر الكواكب من حيث القطر، وثالثها من حيث الكتلة، وهو الكوكب الثامن والأبعد عن الشمس. تبلغ كتلته 17 ضعف كتلة الأرض، وهو أكبر بقليل من أورانوس، الذي تبلغ كتلته 15 ضعف كتلة الأرض. يدور نبتون حول الشمس مرة كل 164.8 سنة، بمتوسط مسافة تبلغ نحو 30.1 وحدة فلكية (4.5 مليار كيلومتر). اكتشف في 23 سبتمبر 1846.
يتميز نبتون بكونه الكوكب الوحيد في النظام الشمسي الذي اكتشف من خلال الحسابات الرياضية بدلاً من الرصد المباشر، إذ أدت التغيرات غير المتوقعة في مدار أورانوس إلى استنتاج وجود كوكب آخر يؤثر عليه بجاذبيته. وبالفعل، رصد نبتون في الموقع الذي توقعه علماء الفلك أوربان لوفيريي وجون كوش آدامز، وأَكَّده يوهان غوتفريد غال. عثر على قمره الرئيسي ترايتون بعد فترة قصيرة من اكتشاف الكوكب. وبمرور الوقت، حُدِّدَ 13 قمراً تابعاً لنبتون.
بُعد نبتون عن الأرض يجعل من الصعب دراسته باستخدام التلسكوبات الأرضية، لكنه كان هدفاً لمركبة الفضاء فوياجر 2، التي حلقت بالقرب منه في 25 أغسطس 1989. كما ساعد تلسكوب هابل والتلسكوبات الأرضية الحديثة ذات البصريات المتكيفة في كشف المزيد من التفاصيل حوله.
يتكون الغلاف الجوي لنبتون، مثل المشتري وزحل، بشكل أساسي من الهيدروجين والهيليوم، بالإضافة إلى الهيدروكربونات والنيتروجين. كما يحتوي على نسبة عالية من الجليد والماء والأمونيا والميثان. يتشابه تركيبه الداخلي مع أورانوس، إذ يتألف من الصخور والجليد، ولهذا يُعرف كلاهما بـ "العمالقة الجليدية". ويعود اللون الأزرق لنبتون إلى امتصاص الميثان للضوء الأحمر في طبقاته العليا، مما يمنحه مظهراً مميزاً.
يتميز الغلاف الجوي لنبتون بطقس نشط، حيث رصدت فوياجر 2 عاصفة ضخمة تُعرف بـ "البقعة المظلمة العظيمة"، تشبه العاصفة الشهيرة على كوكب المشتري. تنتج هذه الأنظمة الجوية عن الرياح القوية، التي تصل سرعتها إلى 2,100 كيلومتر في الساعة، مما يجعلها من الأسرع في النظام الشمسي. ونظراً لكونه بعيداً عن الشمس، يُعتبر الغلاف الجوي الخارجي لنبتون أحد أبرد الأماكن في النظام الشمسي، حيث تصل درجة الحرارة في قمم السحب إلى 55 كلفن (-218 درجة مئوية). بينما تبلغ حرارة مركز الكوكب نحو 5,400 كلفن (5,100 درجة مئوية).

يمتلك نبتون نظام حلقات ضعيف ومجزأ، اكتشف عام 1982 وأُكد لاحقاً عبر فوياجر 2.

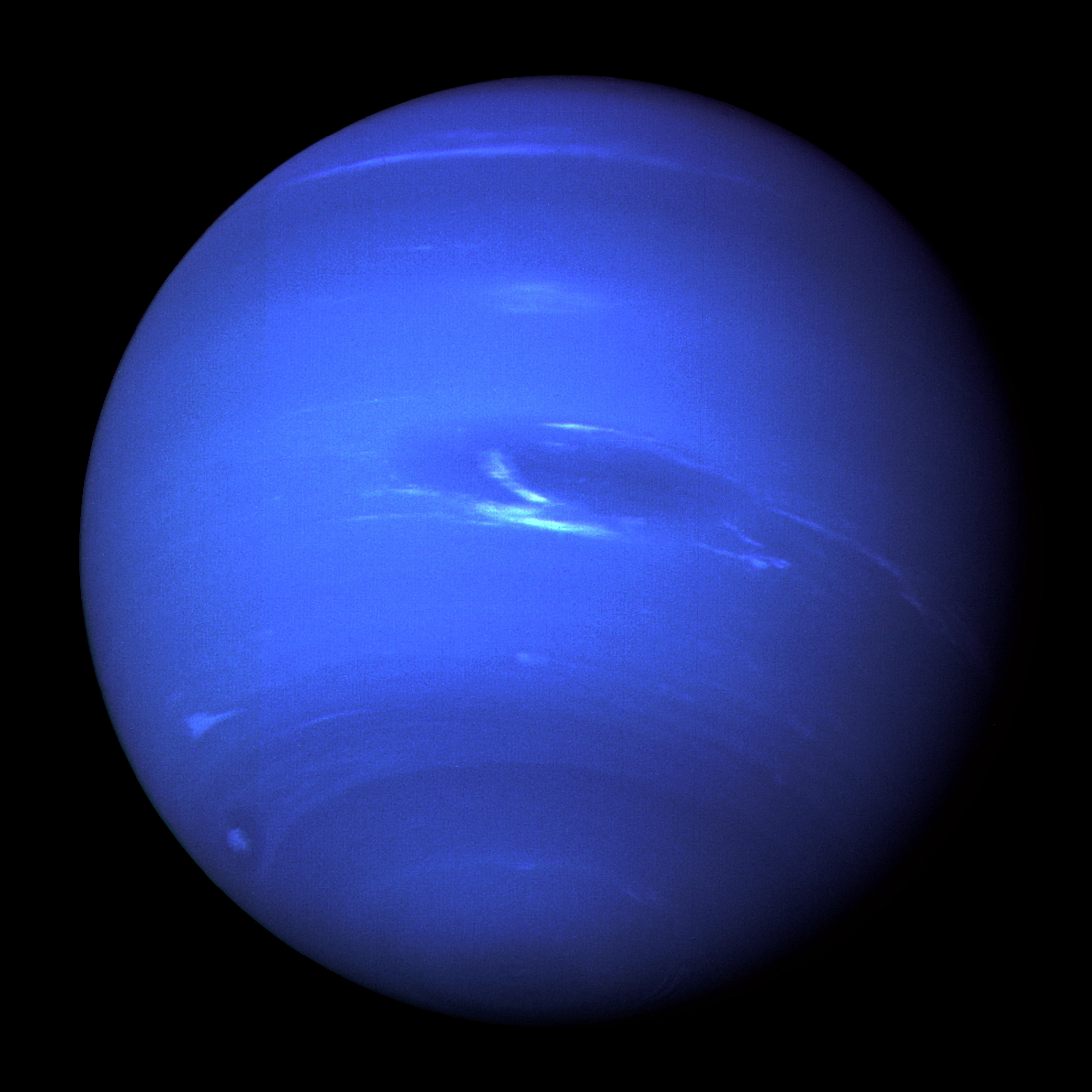
صورة لنبتون التقطها المسبار الفضائي فوياجر 2 في أغسطس 1989 من مسافة 4.4 مليون ميل بعيدًا عن الكوكب. تظهر البقعة المظلمة العظيمة في منتصف الصورة وبجوارها بقعة بيضاء.

## التاريخ

### اكتشافه

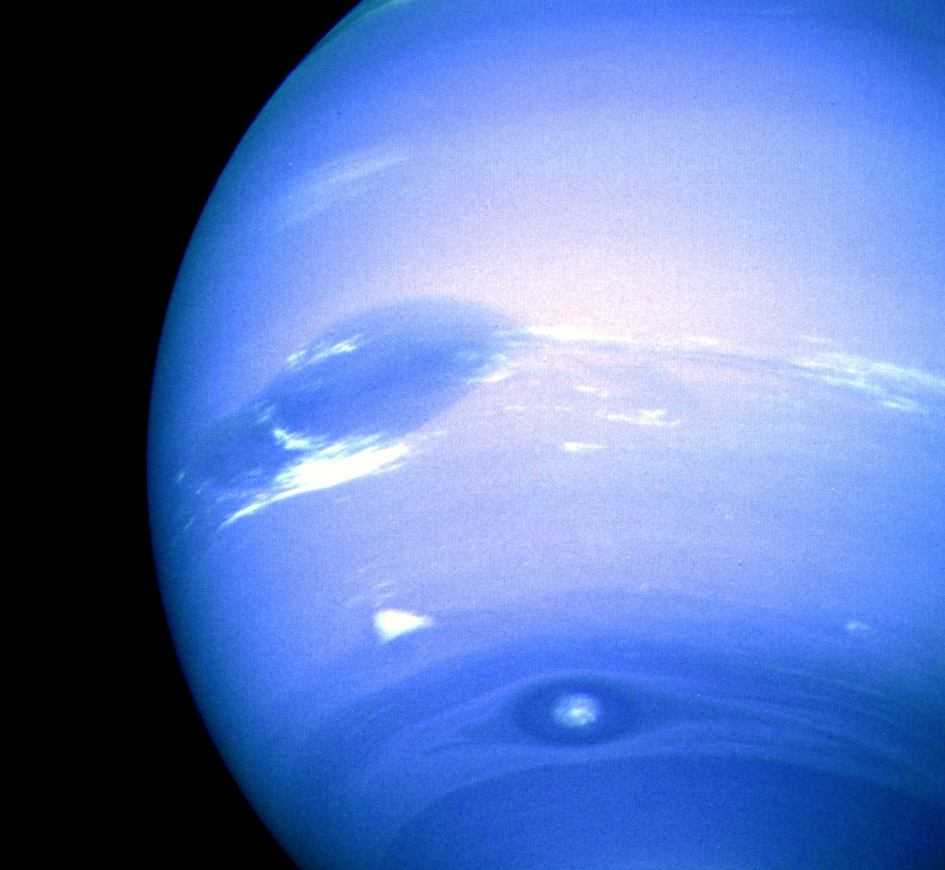
عواصف فوق سطح نبتون: البقعة المظلمة الكبيرة (أعلى)، Scooter (السحابة البيضاء الوسطية) والبقعة المظلمة الصغرى (أسفل)

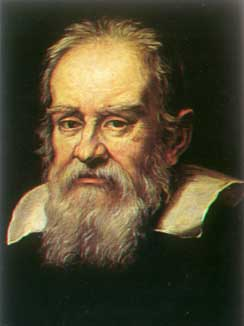
غاليليو غاليلي

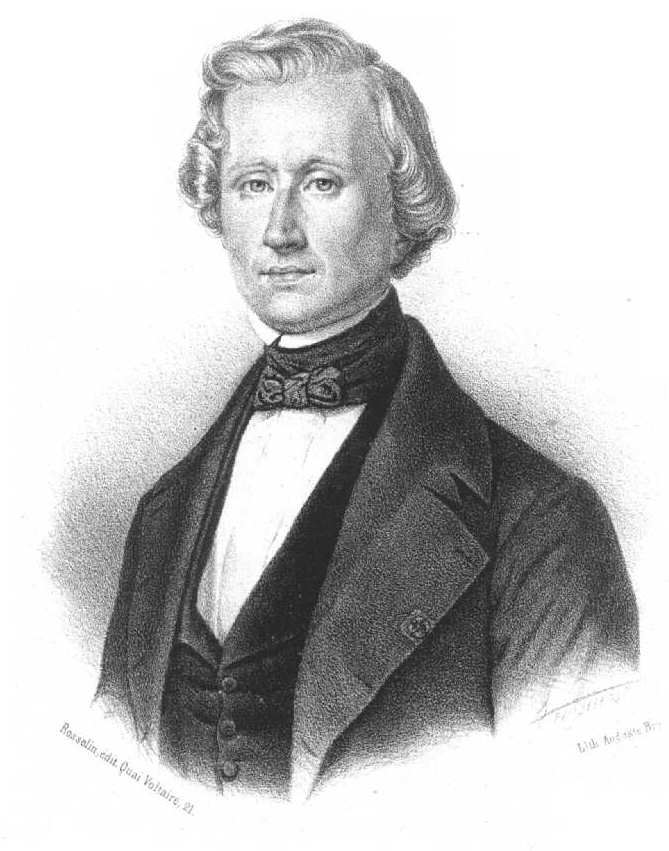
أوربان لوفيرييه

تظهر رسومات غاليلو أنه كان أول من لاحظه في 28 ديسمبر 1612 ومرة ثانية في 27 يناير 1613 وفي كلتا الحالتين اعتقد غاليلو أنه يراقب نجم ثابت عندما ظهر بوضوح في ظلمة السماء إلى جانب المشتري،  لذلك لم يُعتبر غاليلو أنه مُكتشف نبتون. في مراقبته في ديسمبر 1612، نبتون يبدو وكأنه لا يتحرك في السماء بسبب الحركة الرجعية الظاهرية له هذا اليوم. هذه الحركة الرجعية الظاهرية تحدث حينما يمر الأرض بكوكب خارجي. وبسبب أن نبتون كان يبدأ حركته الرجعية السنوية، حركة الكوكب كانت صغيرة للغاية ليتم ملاحظتها من تلسكوب غاليلو الصغير. في يوليو 2009 أعلن الفيزيائي ديفيد جاميسون في جامعة ملبورن عن أدلة جديدة توضح أن غاليلو كان على علم بأن «النجم» الذي رصده كان قد تحرك ولم يكن نجماً ثابتاً.
وضع ألكسيس بوفار سنة 1821 جداول فلكية لأورانوس جار نبتون. إلا أن النتائج اللاحقة أظهرت انحرفات كبيرة عن جداوله مما قاد بوفارد إلى فرض وجود جسم غير معروف يحدث تغيرات في المدار نتيجة فعل الجاذبية. بدأ جون كوش آدامز في عام 1843 – وهو عالم فلك ورياضيات من جامعة كامبردج – بعمل دراسة حول بعد وكتلة جرم كان يُعتقد أنه يقع خلف كوكب أورانوس (وذلك بناءً على اضطراب في مدار أورانوس). ولقد أكمل آدامز دراساته ومن ثم أرسلها إلى السير جورج بيدل أيري – العالم الفلكي الملكي في إنجلترا – والذي زوده في فبراير 1844. وقد استمر آدامز بعمله عام 45-1846 وحصل على العديد من التقديرات المختلفة للكوكب الجديد.
وفي الوقت نفسه بدأ أوربان لوفيريي - وهو شاب لم يكن يعرفه آدامز - في العمل على المشروع، اقترح بأن هناك كوكبًا ثامنًا في المنظومة الشمسية، لافتًا إلى ان هناك خللًا في مدار الكوكب «أورانوس».
وأثبت لوفيريي، قبل عام على رسالته، أن كل النظريات المتداولة لا تفسر عدم انتظام مدار أورانوس، مؤكدًا بأن كوكبًا آخر يتدخل في مداره، وبحلول حزيران (يونيو)، حدد لوفيريي موقع الكوكب المتوقع. وفي 31 آب (أغسطس) قدم مذكرة إلى أكاديمية العلوم في باريس، يتحدث فيها بالتفصيل عن كتلة الكوكب المتوقعة وبحلول منتصف عام 1846 استطاع التنبؤ بموعد ومكان ظهور نبتون، وقد كانت توقعاته مشابهة لتلك التي كانت لدى آدامز. لكن الفلكيين الفرنسيين تجاهلوه. بعد ذلك قام لوفيريي بإرسال نتائجه إلى الدكتور «آيري» في مرصد غرنتش، حيث قام آيري بفحص السماء في شهري أغسطس وسبتمبر لكن آيري لم يستطع رصده.
وفي الوقت نفسه أرسل لوفيريي طلباً بذلك إلى الفلكي «جيمس تشالّس» في كامبردج ولكنه لم يكن يملك خرائط جيدة لبرج الدلو (وقد كان نبتون فيه آنذاك) ولذلك لم يَستطع رصده. ولم يستطع جيمس إقناع أحد من زملائه بالرصد فأرسل رسالة إلى مدير معهد برلين «يوهان جال» يَطلب منه فيها رصد نبتون. فقام بدوره بتكليف فلكيَّين في المعهد بالمهمة. وفي صباح 23 سبتمبر 1846 تلقى جال رسالة بأنه تم اكتشاف كوكب نبتون في حدود 1° من المكان الذي تنبأ فيه لوفيريي، وبحدود 12° من المكان الذي توقعه آدامز. بعد ذلك أدرك العالم جيمس تشالس أنه قد لاحظ الكوكب مرتين في 4 و 12 من أغسطس لكنه لم يكن يعلم بأنه كوكب لأنه لم يكن يملك خريطة النجوم الحديثة وقد كان مشتتاً لأنه كان يعمل على عمله في ملاحظة المذنبات. وبسبب هذا كله فقد ثار جدل بين الفلكيين بشأن المُكتشف الحقيقي للكوكب، انتهى بتقاسم الشرف بين كل من آدامز ولوفيريي. في عام 1966 شكك العالم دينيس رولينز في مصداقية اشتراك آدامز في الاكتشاف، وتم إعادة تقييم هذه القضية مع رجوع أوراق نبتون للمرصد الملكي في غرينتش. وبعد أن تم إعادة النظر في المستندات اقترحوا بأن «آدامز لا يستحق التقدير في المشاركة في اكتشاف كوكب نبتون مع لوفيريي، وأن التقدير يذهب إلى الشخص الذي نجح في التنبؤ بمكان الكوكب وفي إقناع علماء الفلك بالبحث عنه».

### التسمية
بعد فترة قصيرة من اكتشاف نبتون، أُطلق عليه «الكوكب الخارجي لأورانوس» أو «كوكب لوفيريي». أو تسمية اقترحت للكوكب كانت من قبل العالم جال الذي اقترح الاسم يانوس. في إنجلترا، وأطلق تشالس عليه اسم أوقيانوس.
وللمطالبة بالحق في تسمية اكتشافه، اقترح لوفيريي بسرعة اسم نبتون لهذا الكوكب الجديد. الذي زُعم أنه تمت الموافقة عليه زوراً من المكتب الفرنسي. في أكتوبر سعى لوفيريي بتسمية نبتون باسمه وشجعه مدير المرصد فرانسوا أراغو على هذا. تلقى هذا الاقتراح معارضة قوية خارج فرنسا. وبسبب هذا قامت التقاويم الفرنسية بإعادة اسم هيرشل لكوكب أورانوس نسبةً للفلكي ويليام هيرشل الذي اكتشفه.
أتى ستروف بالاسم نبتون في 29 ديسمبر 1846، للأكاديمية الروسية للعلوم. بعدها أصبح اسم نبتون أكثر اسم متفق عليه عالمياً. في الميثولجويا الرومانية، كان نبتون إله البحر، وهو مماثل في الأساطير اليونانية بوسايدون. وبذلك فإن الأسماء الميثولوجيا تتماشى مع جميع الكواكب الأخرى، باستثناء الأرض، الذي تم تسميته نسبة للآلهة الرومانية واليونانية.
معظم اللغات اليوم، حتى في البلدان التي لا توجد فيها ثقافة يونانية-رومانية يستخدمون تسمية مشابهة للاسم «نبتون». باللغات الصينية واليابانية والكورية، تمت ترجمة اسم الكوكب إلى «ملك البحر». لأن نبتون يعنى إله البحر. في اللغة المنغولية يطلق على الكوكب "Dalain Van" مما يعكس دور الإله كحاكم للبحر. في اليونانية الحديثة يطلق على الكوكب اسم بوسايدون. في اللغة العبرية أختير الاسم "Rahab" الذي ذُكر في المزمور بعد أن تم التصويت عليه في مجمع اللغة العبرية في عام 2009 كاسم رسمي للكوكب. في اللغة الماورية أطلق الاسم "Tangaroa" كاسم للكوكب مشيرًا إلى إله البحر الماوري. في لغة الناواتل يطلق على الكوكب الاسم "Tlāloccītlalli" مشيرًا إلى إله المطر تلالوك.

### الوصف
منذ اكتشافه في 1846 إلى أن تم اكتشاف بلوتو عام 1930، كان نبتون يعتبر أبعد كوكب معروف في النظام الشمسي. عندما تم اكتشاف بلوتو واعتباره كوكبا، تم تصنيف نبتون كثاني أبعد كوكب، ما عدا الـ20 سنة بين عام 1979 و1999 عندما جعل مدار بلوتو البيضاوي الشكل أقرب إلى الشمس من نبتون. قادَ اكتشاف حزام كايبر في 1992 العديد من علماء الفلك إلى مناقشة ما إذا كان بلوتو يعتبر ككوكب مستقل أو جزء من حزام كايبر. في عام 2006 قام الاتحاد الفلكي الدولي بتعريف كلمة "كوكب" لأول مرة، وتمت إعادة تصنيف بلوتو كـ«كوكب قزم» والذي جعل نبتون مرة أخرى أبعد كوكب في النظام الشمسي.

## الخصائص الفيزيائية

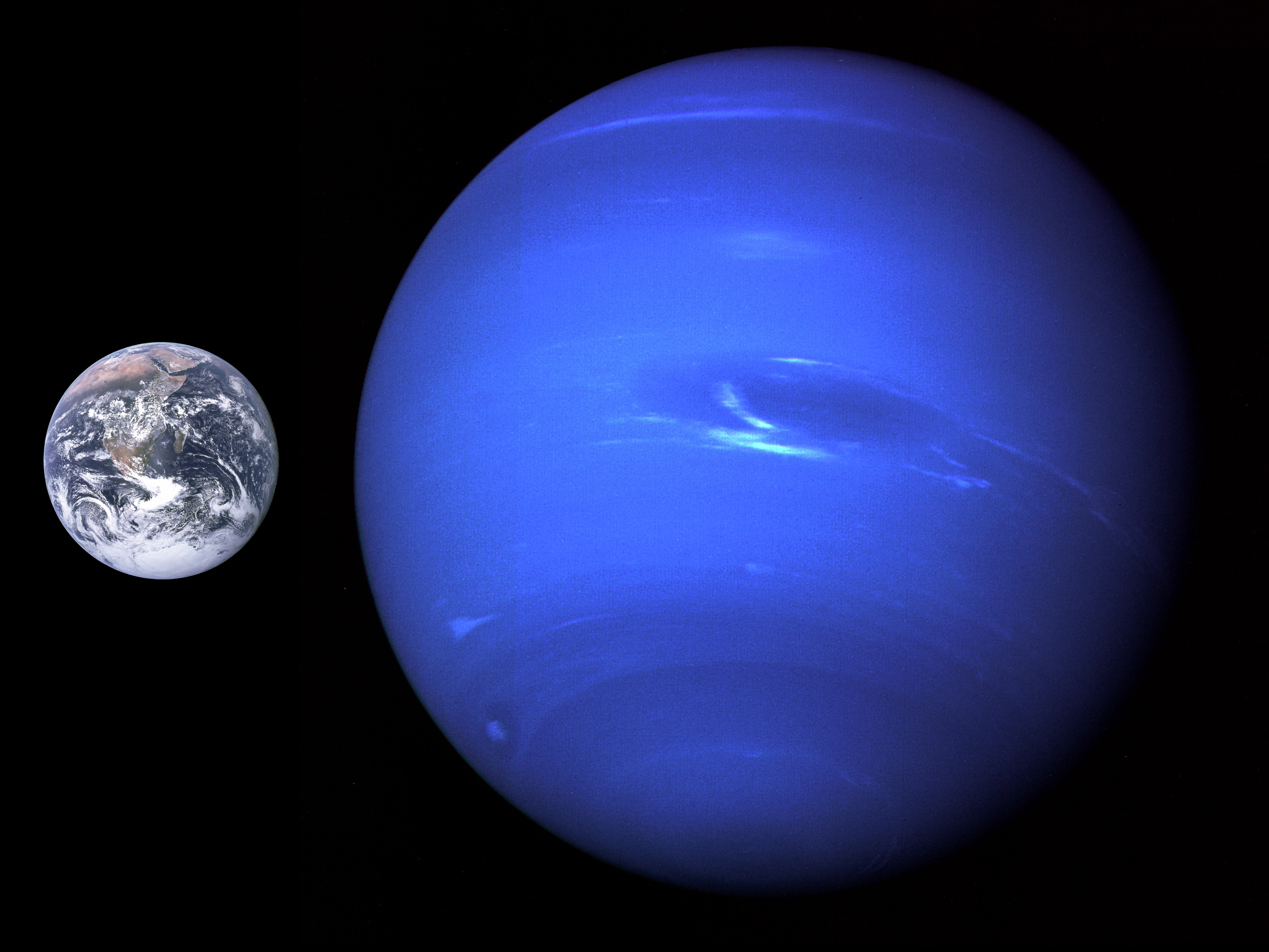
مقارنة بين حجم نبتون وكوكب الأرض

كتلة نبتون التي تبلغ 1.0243×1026 كيلوغرام هي وسيطة كتلة الأرض وكتلة أكبر عملاق غازي، وهي تعادل 17 مرة كتلة الأرض وحوالي 1/19 كتلة المشتري. تبلغ جاذبية نبتون 11.15 م/ث2، وهي 1.14 مرة ضعف الجاذبية السطحية للأرض، وجاذبية المشتري أكبر من جاذبية نبتون. يبلغ نصف قطر كوكب نبتون 24,764 كم وهو أربع مرات نصف قطر الأرض.
نبتون يشبه أورانوس فهو عملاق جليدي. وهي أحد أنواع من الكواكب العملاقة. لأن أصغر وتحتوي على مواد متطايرة أكثر من المشتري وزحل. وخلال البحث عن كوكب خارج المجموعة الشمسية أستخدم نبتون كناية للكواكب التي لديها كتلة مشابهًا لنبتون فيطلق عليها «نبتونيات». تماماً كما يشير العلماء إلى كواكب خارج المجموعة الشمسية بالـ «مشترييات».

### التركيب الداخلي
هيكل نبتون الداخلي يشبه هيكل أورانوس، حيث يشكل غلافه الجوي 5% إلى 10% من كتلته ويمتد تقريباً 10% إلى 20% من اللب، حيث يصل الضغط إلى 10 باسكال، أو حوالي 100,000 مرة من الغلاف الجوي للأرض، ويحتوي غلاف نبتون على كميات كثيرة من الميثان والأمونيا ويوجد ماء في المناطق السفلى من الغلاف الجوي.

التركيب الداخلي لنبتون:
1. الغلاف الجوي العلوي.
2. الغلاف الجوي الذي يتكون من الهيدروجين والهيليوم وغاز الميثان.
3. الوشاح يتألف من الماء والأمونيا وثلوج من الميثان.
4. النواة وتتكون من الصخور التي تحتوي على الحديد والنيكل والسيليكات.

يعادل وشاح نبتون حوالي من 10 إلى 15 كتلة أرضية وهو غني بالماء والميثان والأمونيا. هذا الخليط يشار إليه بأنه خليط جليدي على الرغم من أنه حار، ويكون هذا السائل الكثيف موصل للكهرباء بنسبة عالية ويطلق عليه أحيانًا محيط الماء-الأمونيا. قد يتكون الوشاح من طبقة من الماء الأيوني تتحلل فيها جزيئات الماء إلى حساء من أيونات الهيدروجين والأوكسجين، وأعمق إلى الأسفل يوجد ماء فائق التأين حيث يتبلور فيه الأكسجين أما أيونات الهيدروجين تطفو بحرية داخل شبكة الأكسجين. على عمق 7,000 كيلومتر قد تجعل الظروف الميثان يتحول إلى بلورات من الألماس والتي تسقط لاحقًا على الكوكب على شكل أمطار. أوضحت التجارب العلمية للضغط العالي جدًا التي أُجريت في مختبر لورانس ليفرمور الوطني أن قاعدة الوشاح قد تكون من محيط من الكربون السائل مع ألماس صلب يطفو عليه.
تتكون نواة كوكب نبتون من الحديد والنيكل والسيليكات، مع نموذج داخلي يعطي كتلة تبلغ حوالي 1.2 مرة من كتلة الأرض. الضغط في المركز يكون حوالي 7 بار أي حوالي مرتين من الضغط الموجود في مركز الكرة الأرضية، وتبلغ درجة الحرارة 5,400 كلفن.

### الغلاف الجوي

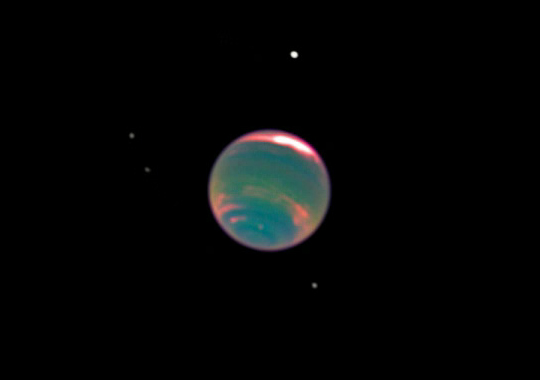
تصوير بالأشعة تحت الحمراء يوضح خطوط الميثان في الغلاف الجوي لنبتون، والأربع نقاط هم أقمار نبتون: بروتيوس، لاريسا، غالاتيا، ديسبينا

في الارتفاعات العالية، يشكل الهيدروجين 80% من الغلاف الجوي ويشكل الهيليوم 19% من الغلاف الجوي. ويحتوي على نسبة قليلة من الميثان، حيث توجد خطوط من الميثان عن الأطوال الموجية الأكثر من 600 نانومتر.

## المدار
المسافة بين نبتون والشمس هي 30 ضعف المسافة بين الأرض والشمس (أي أنها 30 و.ف). يتحرك بلوتو داخل مدار نبتون لمدة 20 عامًا مرة كل 248 سنة وهذا يجعل بلوتو أقرب للشمس من نبتون في ذلك الوقت. وقد كان عبور بلوتو الماضي في 23 يناير 1979 وبقي داخل المدار حتى 11 فبراير 1999.
يدور نبتون حول الشمس بمدار إهليجي ويبلغ متوسط بعده عن الشمس 4495.06 مليون كم (2,793.1 مليون ميل)، ويدور حولها مرة كل 165 سنة. وعندما يدور حول الشمس فإنه يدور حول محوره ويُتم دورة كل 16.1 ساعة. ويميل محور دوران نبتون بزاوية 30 درجة (وهذا بناءً على ميله عن مداره حول الشمس، حيث أن محوره يميل 30 درجة عن الوضع العمودي له مع المدار).

## التركيب والغلاف الجوي
يَعتقد العلماء أن كوكب نبتون يتكون أساسًا من الهيدروجين والهيليوم والماء وسيليكات، ونبتون هو كوكب غازي كثافته ليست كبيرة، وبالتالي فليس له سطح صلب يُمكن المشي عليه، بينما الكواكب الصخرية المكوّنة من الصخور – مثل الأرض – هي صلبة والمشي عليها مُمكن. تتصاعد سحب كثيفة فوق كوكب نبتون تغطي سطحه وتجعل رؤيته صعبة. وفي نواته تكون الغازات مضغوطة جدًا، وهي عبارة عن مزيج من الغازات في طبقة سائلة تحيط بالنواة المركزية للكوكب التي تتكوّن من صخور وثلوج. إن ميل محور نبتون يتسبب في انقسام الكوكب لنصفين من حيث درجة الحرارة، وهما النصفان الشمالي والجنوبي، مما يؤدي إلى التغير في درجات الحرارة وبالتالي تولّد الفصول (أي أنه توجد عليه فصول كما في الأرض).
يُحاط نبتون بطبقة سميكة من الغيوم ذات حركة سريعة، حيث تهب الرياح بسرعة تصل إلى 1.100 كم (700 ميل) في الساعة. الغيوم البعيدة عن سطح نبتون تتألف أساساً من الميثان المتجمد، ويَعتقد العلماء بأن الغيوم التي تقع تحت سحب غاز الميثان داكنة تتألف من كبريتيد الهيدروجين.
الغلاف المغناطيسي لكوكب نبتون يشبه إلى حد كبير الذي يملكه أورانوس، وهو أكبر بكثير من الذي تملكه الأرض مثله في ذلك مثل أورانوس. وتشير نظرية رياضية إلى أن حلقات نبتون تؤثر على حركة الجسيمات في مجاله المغناطيسي.

## أقمار وأحزمة نبتون
يوجد لنبتون 13 قمرًا أكبرها هو ترايتون الذي يدور حوله على بعد 354,750 كم (220.400 ميل) منه، ونصف قطره يبلغ حوالي 1350 كم (0.2122 من نصف قطر الأرض). وهو قمر نبتون الوحيد الذي يدور عكس اتجاه دوران نبتون. ترايتون له مدار دائري ويدور حول نبتون مرة كل ستة أيام، ودرجة حرارة سطحه تبلغ حوالي -235 درجة مئوية (390- فهرنهايت). وهناك بعض السخانات على ترايتون بالرغم من برودته الشديدة، اكتشفتها مركبة فويجر أثناء رحلتها الشهيرة.
توجد لنبتون أربعة حلقات، لكن هذه الحلقات أقل كثافة وحجما بكثير من حلقات كوكب زحل، ويبدو أنها تتكون من جزيئات الغبار، وحتى الآن لا يعرف العلماء السبب الذي يجعل انتشار الغبار غير متساو فيها.
وأقماره هي:
(s-2004-N1 (Hippocamp
- ناياد (Naiad).
- تالاسا (Thalassa).
- ديسبينا (Despina).
- جالاتيا (Galatea).
- لاريسا (Larissa).
- بروتيوس (Proteus).
- ترايتون (Triton).
- نيريد (Nereid).
- هاليمدي (Halimede).
- ساو (Sao).
- لاوميديا (Laomedeia).
- بسامثي (Psamathe).
- نيسو (Neso).

## الاستكشاف
فوياجر 2 هي المركبة الفضائية الوحيدة التي زارت نبتون.

## معرض صور

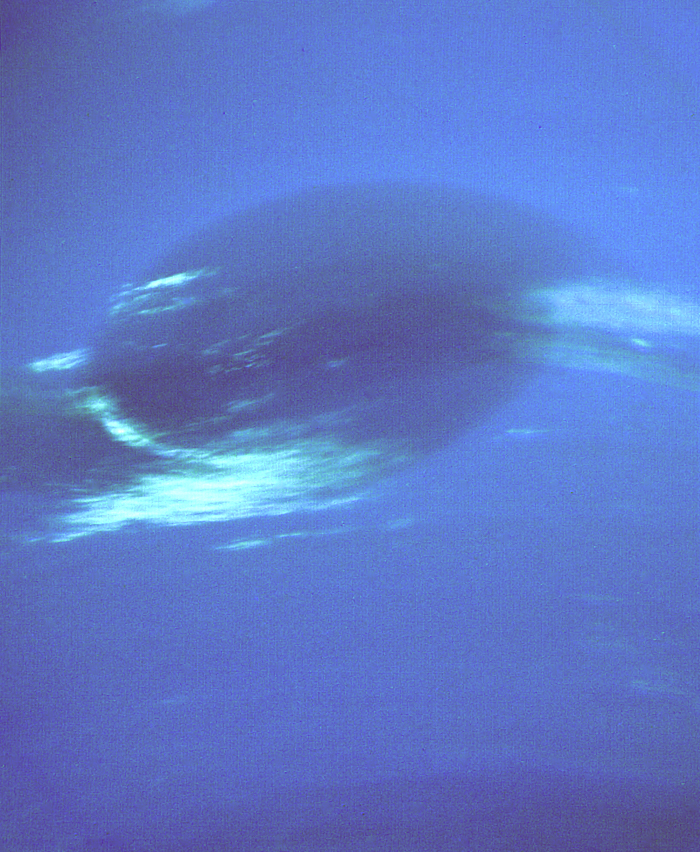
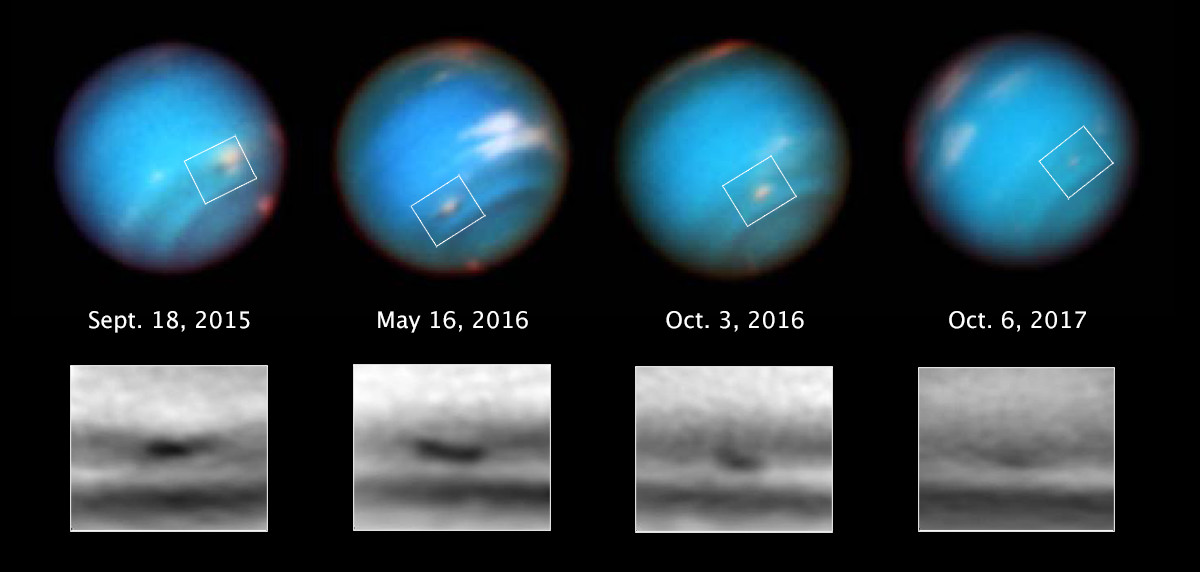